# حسامي (سرتشهان)
حسامي (بالفارسية: حسامی) هي قرية تقع في إيران في قسم سرتشهان الريفي. يقدر عدد سكانها بـ 2,348 نسمة .